# Médaille Wellcome
La médaille Wellcome est un prix d'anthropologie.

## Lauréats
- 1978 - John Janzen & Gilbert Lewis
- 1980 - Arthur Kleinman
- 1982 - Alan Harwood
- 1984 - Janice Reid
- 1986 - Francis Zimmermann
- 1988 - No Award
- 1990 - Zachary Gussow
- 1992 - Paul Farmer & Roland Littlewood
- 1994 - Nancy Scheper-Hughes
- 1996 - Margaret Lock
- 1998 - Allan Young